# 미즈 신호소
미즈 신호소(일본어: 見津信号所, みづしんごうしょ)은 일본 효고현 고베시 니시구에 있는 고베 전철 아오 선의 신호장이다.
고바타역과 기즈역 사이 지점인 미즈 차고 출입선이 분기한다.
차고출의 경우, 차고입의 운전사나 담당자 출입을 위한 운전 정차가 일부 열차에서 실시한다.

## 역사
- 1979년 11월 16일: 개설, 당시에는 오시베다니 역에서 복선 구간의 동쪽 끝인 복선 시종단형 신호소로서의 기능도 하였음.
- 1989년 3월 26일: 가와이케 신호장 ~ 미즈 신호장 간 복선화로 현재의 형태가 됨.

## 인접역
| 고베 전철 아오 선  | 고베 전철 아오 선 | 고베 전철 아오 선 |
| ------------------ | ----------------- | ----------------- |
| 기즈 신카이치 방면 |                   | 고바타 아오 방면  |